# Alexander Belostenny
Alexander Belostenny (Odessa, Ucrânia, 24 de fevereiro de 1959 — Trier, Alemanha, 24 de maio de 2010) foi um jogador de basquete da União Soviética de 1977 a 1992.
Foi campeão europeu, mundial e olímpico.

## Carreira
Jogou pela União Soviética de 1977 a 1992, com ausência de apenas uma competição, o EuroBasket de 1987.
Ganhou duas medalhas olímpicas, sendo uma de ouro nos Jogos de Seul em 1988 e uma bronze nas Olimpíadas de Moscou em 1980.
Nos campeonatos mundiais, ganhou quatro medalhas: uma de ouro em 1988; e três de prata - 1978, 1986 e 1990.
Ganhou três medalhas de ouro em campeonatos europeus: 1979, 1981 e 1985. Ao jogar pela equipe alemã do HERZOGtel Trier, foi campeão da Copa Korac.
Quando se aposentou do basquete profissional, passou a viver em Trier, na Alemanha, onde abriu um restaurante chamado El Sótano.
Faleceu com 51 anos em decorrência de um câncer pulmonar.